# Awa (Vorname)
Awa ist ein männlicher und weiblicher Vorname.

## Herkunft und Bedeutung
Es existieren verschiedene Namen Awa:
- westafrikanischer, weiblicher Vorname: Variante von حواء ḥawwāʾ (siehe Eva (Vorname))[1]
- polnischer, weiblicher Vorname: Variante des englischen Namens Ava (siehe Eva (Vorname))[2]
- skandinavischer, weiblicher Vorname: Variante von Ava[3]
- grönländischer, männlicher Vorname: Variante von Ava[4]

## Verbreitung
Als Frauenname wird Awa seit der Jahrtausendwende gelegentlich in Frankreich vergeben. Vor allem seit 2016 gewinnt er an Popularität, sodass er im Jahr 2023 auf Rang 283 der Hitliste stand.
In Deutschland wird der Name Awa nur sehr selten vergeben. Zwischen 2010 und 2024 wurde er etwa 200 Mal als erster Vorname gewählt.
Als Männername wird Awa vereinzelt in Finnland, Schweden und Island vergeben.

## Varianten
Für Varianten der Namen: siehe Ava (Vorname)#Varianten oder Eva (Vorname)#Varianten

## Namensträger

### Weibliche Namensträger
- Awa Bah, gambische Richterin
- Awa Bamogo (* 1999), burkinesische Radrennfahrerin
- Alicia-Awa Beissert (* 1997), deutsche Pop- und R’n’B Sängerin
- Awa Demba (* 1997), gambische Fußballspielerin
- Awa Diop (1948–2021), senegalesische Politikerin
- Awa Jawo (* 1997), gambische Fußballspielerin
- Awa Ly (* 1977), französische Singer-Songwriterin und Schauspielerin
- Awa Tamba (* 1998), gambische Fußballspielerin
- Awa Thiam (* 1950), senegalesische Anthropologin und Aktivistin

Weiterer Vorname
- Seni Awa Camara, senegalesische Künstlerin der Outsider Art
- Bella Awa Gassama, gambische Schauspielerin

### Männliche Namensträger
- Awa Kenzo (1880–1939), japanischer Kyudo-Meister
- Awa Royel (* 1975), US-amerikanischer Katholikos-Patriarch der Heiligen Katholischen Apostolischen Assyrischen Kirche des Ostens